# Villafans
Villafans ist eine französische Gemeinde im Département Haute-Saône in der Region Bourgogne-Franche-Comté.

## Geographie
Villafans liegt auf einer Höhe von 280 m über dem Meeresspiegel, fünf Kilometer nordöstlich von Villersexel und etwa 24 Kilometer östlich der Stadt Vesoul (Luftlinie). Das Dorf erstreckt sich in der Ebene von Villersexel, in einer Talmulde des Ruisseau des Noyes-Vergers im Einzugsgebiet des Ognon.
Die Fläche des 6,44 km² großen Gemeindegebiets umfasst einen Abschnitt des Flachlandes bei Villersexel. Der zentrale Teil des Gebietes wird von einer leicht gewellten Landschaft eingenommen, die vom Dorfbach Ruisseau des Noyes-Vergers nach Süden zum Scey entwässert wird. Der Scey fließt mit zahlreichen Windungen durch eine breite Alluvialebene nach Westen zum Ognon. Er bildet die südliche Gemeindegrenze und nimmt auf dem Boden von Villafans verschiedene weitere Zuflüsse auf, darunter den Rognon und den Ruisseau Basse-Fontaine. Das schwach reliefierte Gelände wird überwiegend landwirtschaftlich genutzt, zeigt aber auch einige Waldflächen. Nach Norden erstreckt sich das Gemeindeareal auf die bewaldeten Hügelrücken des Grand Bois, auf dem mit 361 m die höchste Erhebung von Villafans erreicht wird. Diese Anhöhen sind aus Kalkschichten der mittleren Jurazeit aufgebaut. Mit einem schmalen Zipfel reicht das Gebiet nordwärts bis in das Tal des Ruisseau de la Saline.
Nachbargemeinden von Villafans sind Gouhenans im Norden, Athesans-Étroitefontaine und Senargent-Mignafans im Osten, Beveuge und Villers-la-Ville im Süden sowie Saint-Sulpice und Longevelle im Westen.

## Geschichte
Im Mittelalter gehörte Villafans zur Herrschaft Granges, die unter der Oberhoheit der Grafen von Montbéliard stand. Später war es Teil der Herrschaft Villersexel. Zusammen mit der Franche-Comté gelangte Villafans mit dem Frieden von Nimwegen 1678 definitiv an Frankreich. Seit 2000 ist Villafans Mitglied des 33 Ortschaften umfassenden Gemeindeverbandes Communauté de communes du Pays de Villersexel.

## Sehenswürdigkeiten
Die Dorfkirche von Villafans wurde im 19. Jahrhundert erbaut. An der Straße nach Étroitefontaine steht ein Oratoire, das 1854 errichtet wurde. Im Ortskern sind einige Häuser aus dem 17. bis 19. Jahrhundert im charakteristischen Stil der Haute-Saône erhalten. Zu den weiteren Sehenswürdigkeiten zählt das überdachte Lavoir (19. Jahrhundert) in der Form eines Halbmondes, das einst als Brunnen, Waschhaus und Viehtränke diente.

## Bevölkerung
| Jahr                       | 1962 | 1968 | 1975 | 1982 | 1990 | 1999 | 2006 | 2018 |
| -------------------------- | ---- | ---- | ---- | ---- | ---- | ---- | ---- | ---- |
| Einwohner                  | 155  | 148  | 132  | 160  | 149  | 154  | 186  | 214  |
| Quellen: Cassini und INSEE |      |      |      |      |      |      |      |      |

Mit 198 Einwohnern (1. Januar 2022) gehört Villafans zu den kleinen Gemeinden des Départements Haute-Saône. Nachdem die Einwohnerzahl in der ersten Hälfte des 20. Jahrhunderts deutlich abgenommen hatte (1891 wurden noch 308 Personen gezählt), wurden seither nur noch relativ geringe Schwankungen verzeichnet.

## Wirtschaft und Infrastruktur
Villafans war bis weit ins 20. Jahrhundert hinein ein vorwiegend durch die Landwirtschaft (Ackerbau, Obstbau und Viehzucht) und die Forstwirtschaft geprägtes Dorf. Daneben gibt es heute einige Betriebe des lokalen Kleingewerbes. Mittlerweile hat sich das Dorf auch zu einer Wohngemeinde gewandelt. Viele Erwerbstätige sind deshalb Wegpendler, die in den größeren Ortschaften der Umgebung ihrer Arbeit nachgehen.
Die Ortschaft liegt abseits der größeren Durchgangsachsen an einer Departementsstraße, die von Villersexel nach Athesans-Étroitefontaine führt. Weitere Straßenverbindungen bestehen mit Longevelle, Gouhenans und Villers-la-Ville.